# Vellozia sincorana
Vellozia sincorana är en enhjärtbladig växtart som beskrevs av Lyman Bradford Smith och Edward Solomon Ayensu. Vellozia sincorana ingår i släktet Vellozia och familjen Velloziaceae. Inga underarter finns listade.